# Encyclia fowliei
Encyclia fowliei är en orkidéart som beskrevs av Duveen. Encyclia fowliei ingår i släktet Encyclia och familjen orkidéer. Inga underarter finns listade i Catalogue of Life.